# Pizy

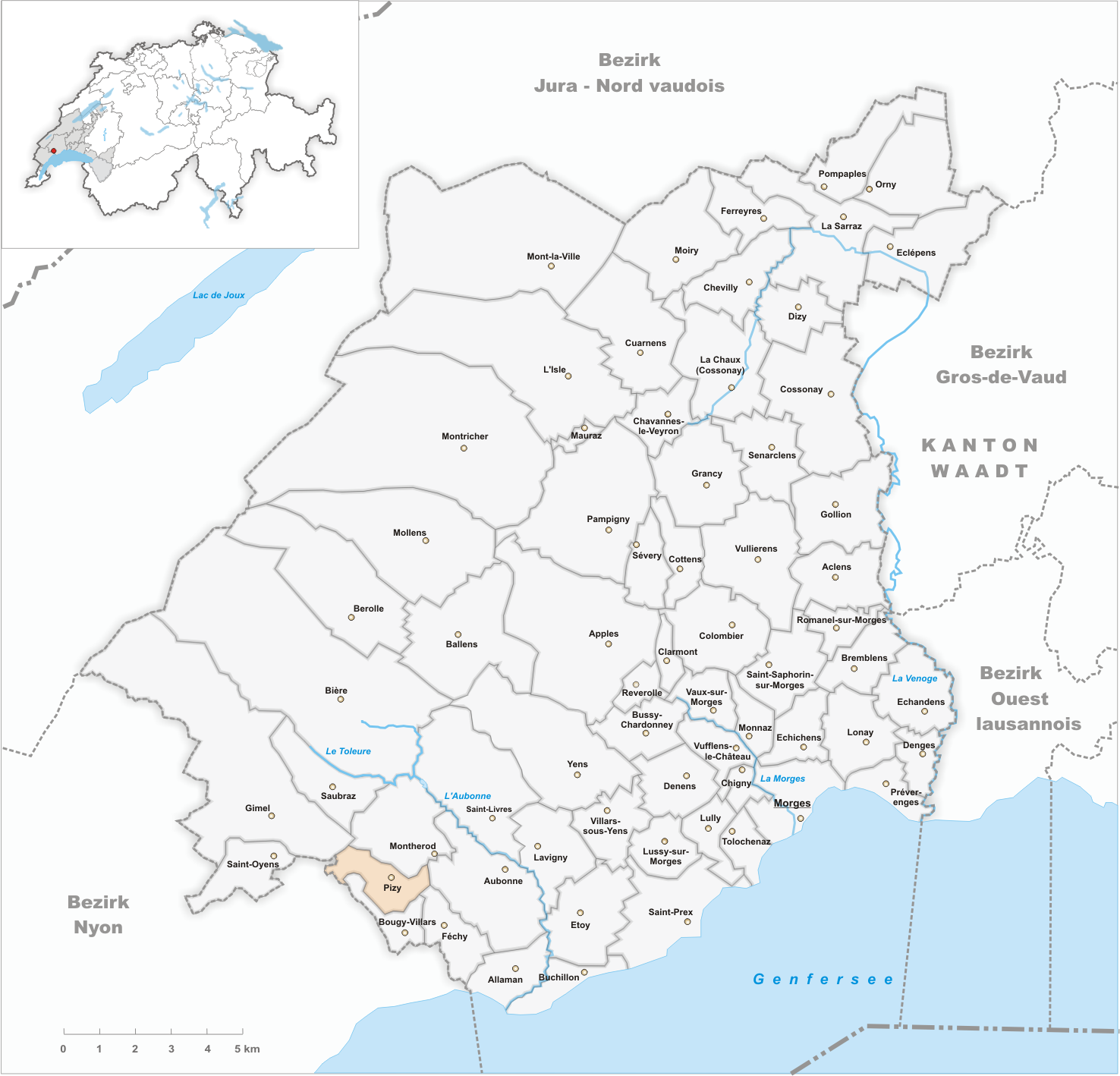
Gemeindestand vor der Fusion am 30. Juni 2011

Pizy war eine politische Gemeinde im Distrikt Morges des Kantons Waadt in der Schweiz.
Die Gemeinden Pizy und Aubonne wurden auf den 1. Juli 2011 zur Gemeinde Aubonne vereint.

## Geographie
Pizy liegt auf 672 m ü. M., elf Kilometer westlich der Bezirkshauptstadt Morges (Luftlinie). Die Gemeinde, die aus Einzelgehöften besteht, erstreckt sich auf dem Plateau oberhalb der Waadtländer Côte, am nach Norden geneigten Hang des Signal de Bougy.
Die Fläche des 2,5 km² grossen Gemeindegebiets umfasst einen Abschnitt der Hochfläche am Jurafuss im Quellgebiet des Armary, eines rechten Seitenbachs der Aubonne. Der Gemeindeboden erstreckt sich von der Höhe des Signal de Bougy nach Nordwesten über das Plateau bis zum Bach Ruisseau des Chaux. Der höchste Punkt von Pizy wird mit 715 m ü. M. auf der Höhe des Signal de Bougy erreicht. Von der Gemeindefläche entfielen 1997 6 % auf Siedlungen, 26 % auf Wald und Gehölze, 67 % auf Landwirtschaft und etwas weniger als 1 % war unproduktives Land.
Nachbargemeinden von Pizy waren Aubonne, Féchy, Bougy-Villars, Essertines-sur-Rolle, Gimel und Montherod.

## Bevölkerung
Mit 76 Einwohnern (Stand 31. Dezember 2010) gehörte Pizy zu den kleinsten Gemeinden des Kantons Waadt. Von den Bewohnern sind 87,7 % französischsprachig, 9,2 % deutschsprachig und 1,5 % italienischsprachig (Stand 2000). Die Bevölkerungszahl von Pizy belief sich 1900 noch auf 103 Einwohner. Nachdem die Bevölkerung bis 1980 auf 60 Einwohner abgenommen hatte, wurde seither wieder eine leichte Bevölkerungszunahme verzeichnet.

## Wirtschaft
Pizy war bis in die zweite Hälfte des 20. Jahrhunderts ein vorwiegend durch die Landwirtschaft geprägtes Dorf. Noch heute spielt die Landwirtschaft als Erwerbszweig der Bevölkerung eine wichtige Rolle, wobei der Ackerbau und die Viehzucht dominieren. Einige weitere Arbeitsplätze sind im lokalen Kleingewerbe und im Dienstleistungssektor vorhanden.

## Verkehr
Die Gemeinde liegt abseits der grösseren Durchgangsstrassen, kann aber leicht von Aubonne oder Rolle erreicht werden.

## Geschichte
Die Chorherren des Grossen Sankt Bernhards gründeten im ausgehenden Mittelalter in Pizy ein Hospiz. Das Dorf gehörte den Herren von Aubonne. Seit der Eroberung der Waadt durch Bern im Jahr 1536 teilte Pizy die Geschicke von Aubonne und kam 1701 an die Landvogtei Aubonne. Nach dem Franzoseneinfall im März 1798 und dem folgenden Zusammenbruch des Ancien Régime gehörte das Dorf während der Helvetik bis 1803 zum Kanton Léman, der anschliessend mit der Inkraftsetzung der Mediationsverfassung im Kanton Waadt aufging. Schon 1798 wurde es dem Bezirk Aubonne zugeteilt.